# Afganistán en los Juegos Olímpicos de Múnich 1972
Afganistán estuvo representado en los Juegos Olímpicos de Múnich 1972 por un total de 8 deportistas masculinos que compitieron en lucha olímpica.
El portador de la bandera en la ceremonia de apertura fue el luchador Ghulam Dastagir. El equipo olímpico afgano no obtuvo ninguna medalla en estos Juegos.